# لودویک اوبلر
لودیک اوبلر سیاح فرانسوی است که بیشتر بخاطر سفر پنج ساله خود به دور دنیا (با خوردو , قایق و غیره ) معروف شده‌است. او سفرنامه خود را تحت عنوان Le Monde en stop , منتشر کرده‌است که در سال 2010 برنده جایزه پیر لوتی شد . او در جریان سفرهای خود، سه ماه توقف در ایران داشته‌است . اوهمچنین بنیانگذار سازمان جهانی Travel with a mission است . این سازمان در صد و شش کشور جهان عضو فعال دارد.

## زندگی‌نامه
کودکی 
لودیک علاقه فراوانی به فوتبال و جغرافیا دارد , او در محله واسلون و ابرانی در منطقه آلزاک , واقع در شرق فرانسه بزرگ شده‌است
او مدرک کارشناسی ارشد خود را در سال 2002 , از دانشگاه استراسبورگ در رشته مدیریت گرفت.
پس از پایان تحصیلات دانشگاهی , لودیک سفر خود را با هدف کشف دنیای واقعی آغاز کرد . او تصمیم گرفت در طول سفر فقط از رایگان‌سواری کردن برای جابجای استفاده کند.
این سفر ماجراجویانه پنج سال یعنی از سال 2003 تا 2008 به طول انجامید , به گفته خودش غسل تعمیدی برای او بود تا "دکترای زندگی " بگیرد .

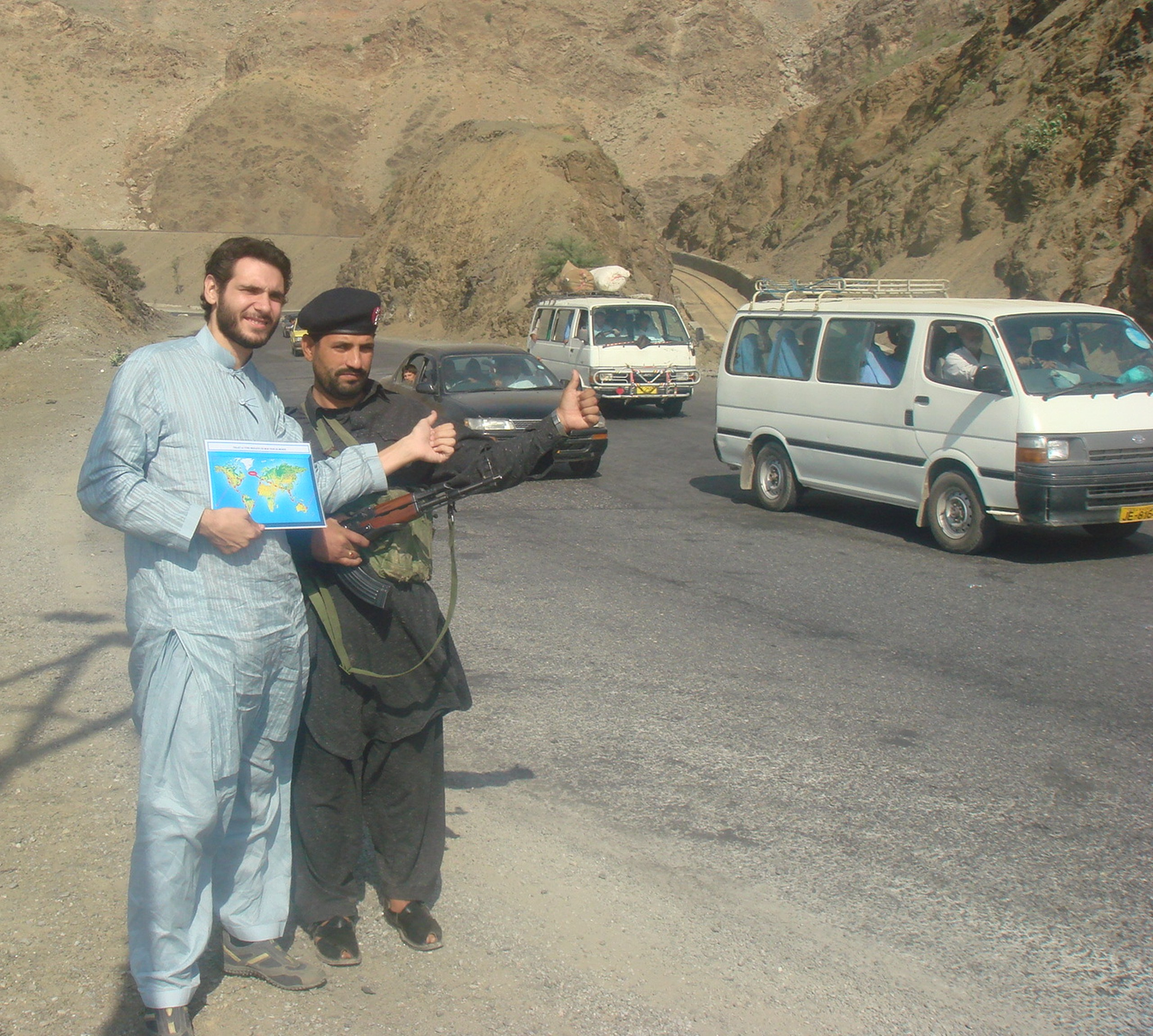
رایگان سفری در منطقه ایلاتی پاکستان نزدیک به مرز افغانستان

مبنای سفرهای وی بر اساس " رایگان سواری " بوده و تمامی سفرهایش , از کشتی‌سواری و عبور از اقیانوس اطلس گرفته تا عبور از صحرای آفریقا و دیدار از کشورهای مختلف مانند کلمبیا و افغانستان همگی به این شیوه بوده‌است . هدف او از این کار درک و تجربه سختی‌های سفر بوده‌است.
تجربیات او از مواجه شدن با افراد و موقعیت‌ها در این سفر بسیار زیاد و متنوع بوده‌است .یکی از مهم‌ترین تجربیات وی دیدار با تنزین گیاتسو , دالایی لامای چهاردهم می‌باشد . در این دیدار رهبر بوداییان تبت او را در دارامسلای هند به حضور پذیرفت و لودویک ماجرای سفرهایش را برای دالایی لاما و هزاران پیرو این مذهب در آن مکان بازگو کرد.
در طول مدت پنج سال در مجموع 170.000 کیلومتر سفر کرد و از 59 کشور جهان بازدید کرد . صدها مقاله و سخنرانی در مدت ارائه کرد .همیاری 1300 راننده در مسیر گویای پرمایگی سفر وی می‌باشد که بعد از بازگشت به فرانسه دستمایه موضوع امید و سرگرمی برای کودکان سرطانی بیمارستان استراسبورگ شد.
هم‌اکنون لودویک اوبلر در مونتون ساکن است و یکی از مدیران ارشد برنامه‌ریزی و اجرای سازمان صلح و ورزش می‌باشد .
او همچنان با ارائه سخنرانی‌های مختلف به تسهیم تجربیاتی که در طول سفر به دست آورده است ؛ ادامه می‌دهد .
لودویک با یکی از ساکنان بومی پاناما به نام ریشاردز اسپینولا , ازدواج کرده‌است . آن دو همدیگر را در سال 2005 در خلال سفرش به پاناما ملاقات کردند.

## لینک‌ها
- «کتاب سفر به دور دنیا». بایگانی‌شده از اصلی در ۱۶ اوت ۲۰۱۵. دریافت‌شده در ۵ سپتامبر ۲۰۱۵.
- «سایت رسمی لودویک اوبلر».
- «سازمان بین‌المللی صلح و ورزش». بایگانی‌شده از اصلی در ۲۴ سپتامبر ۲۰۱۵. دریافت‌شده در ۵ سپتامبر ۲۰۱۵.

### حضور در رسانه‌ها
در زیر تعدادی مصاحبه‌ها و گزارش‌هایی در مورد لودویک اوبلر آورده شده‌است :

### سفر به دور دنیا با رایگان سواری
جراید
- «گزارش مجله oopartir  (فرانسوی)».>
- «گزارش مجله A/R  (فرانسوی)». بایگانی‌شده از اصلی در ۱۲ مارس ۲۰۱۶. دریافت‌شده در ۵ سپتامبر ۲۰۱۵.>
- «monde en stop».[پیوند مرده]>
- «monde en stop».[پیوند مرده]>
- «monde en stop». بایگانی‌شده از اصلی در ۲ ژانویه ۲۰۰۹. دریافت‌شده در ۵ سپتامبر ۲۰۱۵.>
- «مقاله‌ای برای سازمان ملل  (فرانسوی)». بایگانی‌شده از اصلی در ۱۶ ژوئن ۲۰۱۲. دریافت‌شده در ۵ سپتامبر ۲۰۱۵.>

### سازمان صلح و ورزش
```
جراید
```

- (انگلیسی) Article ITTF aux championnats du monde de Tennis de Table, présentation du programme Peace and Sport-ITTF "Table Tennis for Peace"
- (انگلیسی) 2012 World championships in Dortmund

```
ویدیو ها
```

- (انگلیسی) Interview during 2012 Table Tennis world championships in Dortmund